# 아제르바이잔-조지아 관계

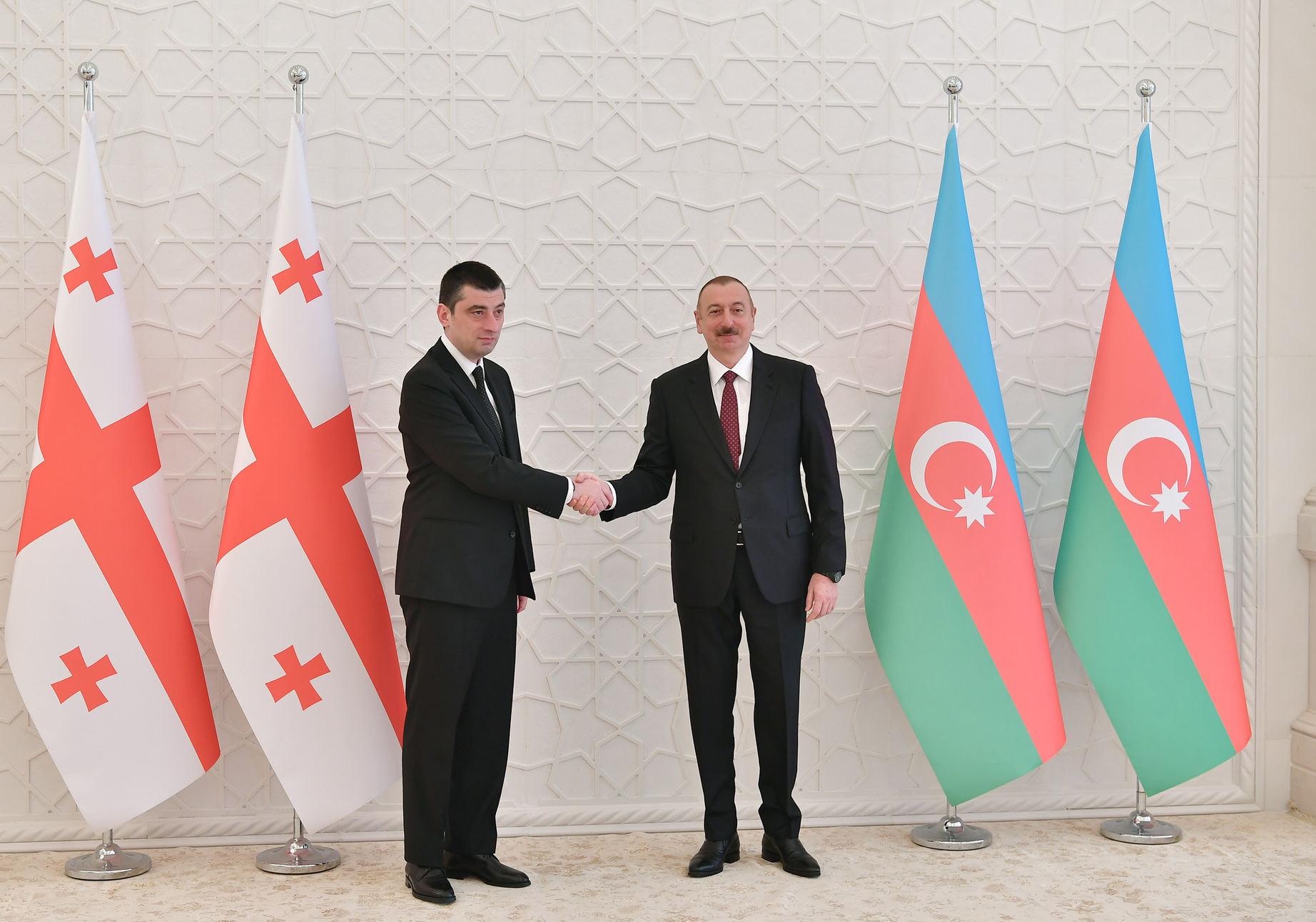
2019년 10월 9일, 아제르바이잔 대통령 일함 알리예프가 바쿠에서 조지아 총리 기오르기 가하리아와의 회담

아제르바이잔과 조지아는 서로 인접한 소국이자 구 소련의 공화국 출신이라는 공통점을 가진 두 나라로 외교 관계를 유지하고 있다. 아제르바이잔은 트빌리시에 대사관을 두고 있으며, 조지아는 바쿠에 대사관을 두고 있다. 양국은 모두 유럽 평의회, 유럽 안보 협력 기구(OSCE), 흑해 경제 협력 기구(BSEC)의 정회원국이다. 또한 양국은 우크라이나, 몰도바와 함께 민주주의와 경제 발전을 위한 구암 기구(GUAM)의 창립 4개국 중 하나이기도 하다.
양국 간의 관계는 밀접하고 우호적이다. 전 조지아 대통령 미하일 사카슈빌리는 한 차례 양국 관계에 대해 "아제르바이잔이나 조지아에 반대하는 자는 우리 두 나라 모두의 적이다"라고 언급한 바 있다.

## 역사
조지아와 아제르바이잔은 1918년 양국이 처음으로 독립 국가를 수립한 이래 우호적인 관계를 유지해왔다. 1919년 6월 16일, 아제르바이잔 민주공화국과 조지아 민주공화국은 안톤 데니킨 장군의 백군 자원군이 국경을 침공할 위협에 대응하기 위해 최초의 방위 조약을 체결하였다. 자카탈라구를 둘러싼 영토 분쟁과 아제르바이잔의 단명한 남서캅카스 공화국 지원에 대한 조지아의 우려에도 불구하고, 러시아 내전의 혼란기 동안 양국은 평화적인 관계를 유지하였다. 1920년 4월, 아제르바이잔이 볼셰비키 군대에 점령되자 아제르바이잔 정치 엘리트 일부가 조지아로 이동했으며, 조지아 역시 1921년 초 소련군에 점령되었다. 양국은 1922년 소련의 연방 공화국이 되었고, 좋은 관계를 유지하였다.
1991년, 아제르바이잔과 조지아는 독립을 회복하였고, 양국 간 외교 관계는 1992년 11월 18일에 수립되었다. 지역적 이해관계를 균형 있게 조정하기 위해, 1997년 10월 10일 아제르바이잔과 조지아는 우크라이나, 몰도바와 함께 민주주의와 경제 발전을 위한 구암 기구(GUAM)의 창립 4개국이 되었다. 양국은 바쿠-트빌리시-제이한 파이프라인, 바쿠-트빌리시-카르스 철도, TRACECA, 흑해 경제 협력 기구(BSEC) 등 지역 에너지 개발, 교통, 경제 협력 프로젝트에서 광범위하게 협력하고 있다. 또한 조지아와 아제르바이잔의 지역 군사 및 안보 협력은 NATO 평화를 위한 동반자 관계과 튀르키예와 함께 바쿠-트빌리시-제이한 파이프라인 보호를 중심으로 발전하고 있다.
2025년 1월 17일, 아제르바이잔의 일함 알리예프 대통령은 바쿠에서 조지아 총리 이라클리 코바히제와 회담을 가졌다. 이 회담은 제10차 아제르바이잔-조지아 정부 간 경제협력위원회 회의의 일환으로 진행되었으며, 양국은 다양한 분야의 전반적인 발전에 대해 논의하였다. 아제르바이잔은 조지아 경제에 약 36억 달러를 투자하였다.

## 무역
조지아의 대아제르바이잔 수출 품목에는 시멘트, 기관차 및 기타 철도 차량, 광물·화학 비료, 광천수, 주류, 유리 및 유리제품, 의약품 등이 포함된다. 아제르바이잔의 대(對)조지아 수출 품목에는 석유 및 석유제품, 천연가스, 플라스틱 제품, 식품 폐기물, 가구, 건축 자재 등이 포함된다.